# Agrilus ornatulus
Agrilus ornatulus är en skalbaggsart som beskrevs av Horn 1891. Agrilus ornatulus ingår i släktet Agrilus och familjen praktbaggar. Inga underarter finns listade i Catalogue of Life.